# Sturmia bella
Sturmia bella är en tvåvingeart som först beskrevs av Johann Wilhelm Meigen 1824.  Sturmia bella ingår i släktet Sturmia och familjen parasitflugor. Arten är reproducerande i Sverige. Inga underarter finns listade i Catalogue of Life.